# Локвуд (Каліфорнія)
Локвуд (англ. Lockwood) — переписна місцевість (CDP) в США, в окрузі Монтерей штату Каліфорнія. Населення — 368 осіб (2020).

## Географія
Локвуд розташований за координатами 35°56′26″ пн. ш. 121°4′45″ зх. д. / 35.94056° пн. ш. 121.07917° зх. д. (35.940455, -121.079072).  За даними Бюро перепису населення США в 2010 році переписна місцевість мала площу 28,25 км², з яких 28,16 км² — суходіл та 0,09 км² — водойми.

## Демографія
Згідно з переписом 2010 року, у переписній місцевості мешкало 379 осіб у 163 домогосподарствах у складі 91 родини. Густота населення становила 13 особи/км².  Було 197 помешкань (7/км²).
Расовий склад населення:
| - 78,4 % — білих - 1,6 % — корінних американців - 1,1 % — чорних або афроамериканців - 0,5 % — азіатів - 14,8 % — осіб інших рас |

До двох чи більше рас належало 3,7 %. Частка іспаномовних становила 26,4 % від усіх жителів.
За віковим діапазоном населення розподілялося таким чином: 25,9 % — особи молодші 18 років, 61,7 % — особи у віці 18—64 років, 12,4 % — особи у віці 65 років та старші. Медіана віку мешканця становила 44,5 року. На 100 осіб жіночої статі у переписній місцевості припадало 101,6 чоловіків;  на 100 жінок у віці від 18 років та старших — 108,1 чоловіків також старших 18 років.
Середній дохід на одне домашнє господарство  становив 67 444 долари США (медіана — 46 538), а середній дохід на одну сім'ю — 60 981 долар (медіана — 45 192). За межею бідності перебувало 27,1 % осіб, у тому числі 50,3 % дітей у віці до 18 років та 15,8 % осіб у віці 65 років та старших.
Цивільне працевлаштоване населення становило 74 особи. Основні галузі зайнятості: будівництво — 32,4 %, освіта, охорона здоров'я та соціальна допомога — 20,3 %, роздрібна торгівля — 17,6 %, публічна адміністрація — 17,6 %.